# 山川琉璃吊橋
山川琉璃吊橋（排灣語：Qinata a Kakiunangan a Tjekeza）位於臺灣茂林國家風景區內，為連接屏東縣三地門鄉與瑪家鄉的人行吊橋，跨越高屏溪的支流隘寮溪。橋體為吊床式吊橋，橋長262公尺、距河床平均高度45公尺，曾是全臺灣最長的吊床式吊橋，直至2017年由桃園市復興區的新溪口吊橋（橋長303公尺）超越。

## 概述
山川琉璃吊橋為聯絡屏東縣三地門鄉三地村與瑪家鄉北葉村的吊橋，屬於吊床式吊橋，最大乘載人數100人。琉璃珠的意象裝置為由排灣族藝術家撒古流·巴瓦瓦隆所設計，橋體兩側鑲有32面故事牌，講述32個不同部落的故事。吊橋兩端設有馬賽克藝術作品以及巨石裝置藝術。橋體兩側在試營運結束至正式營運期間加裝了1,664顆琉璃珠。

## 歷史
鄰近山川琉璃吊橋的三地門吊橋早期為屏東縣三地門鄉、霧台鄉與瑪家鄉等原住民部落物資買賣交易的重要聯絡要道，惟2009年的莫拉克風災造成橋梁結構受損，故於該吊橋附近重建了山川琉璃吊橋。
2015年12月26日，山川琉璃吊橋開始試營運，期間免費入場，直至2016年2月29日試營運結束為止。2016年4月16日正式營運後重新開放，並且開始收費。
2017年3月1日，開放山川琉璃吊橋三地門端，自此可雙向進入，惟不得折返。
2017年10月1日，屏東縣政府於山川琉璃吊橋三地門端進行旅遊服務中心與步道綠美化工程，為期3個月，期間內不開放三地門端，僅能從瑪家端進出。2018年2月6日恢復雙向通行。
2018年6月19日起，屏東縣政府開放入橋民眾可持票券折返1次，往返兩端之接駁車亦停止接駁服務。

## 事件
山川琉璃吊橋竣工以後在網路上引發了熱潮，2015年底開放後湧入不少的遊客前來參訪，並且引發了不少事件：
- 2015年12月27日，由於山川琉璃吊橋僅限載100名遊客，惟當日早上7時湧入近千名遊客，質疑政府管理不善。[10]
- 山川琉璃吊橋正式開放後，橋體兩側共1,664顆的琉璃珠在開放期間被參訪遊客挖除132顆。後利用休園期間將132顆已被挖除的琉璃珠分批補回。[11]

## 外部連結
- 山川琉璃吊橋－預約訂票官方網站